# 芝加哥大火
芝加哥大火（英語：Great Chicago Fire）是一起發生在1871年的火災，從10月8日星期日一直到10月10日星期二的早晨，近300人被夺去性命，约100,000人无家可归，毀壞了約9平方公里範圍的芝加哥。雖然這起火災是美國19世紀最大的災難之一，其重建卻也促使芝加哥的發展，使其成為美國經濟上的重要都市。

## 起火源头

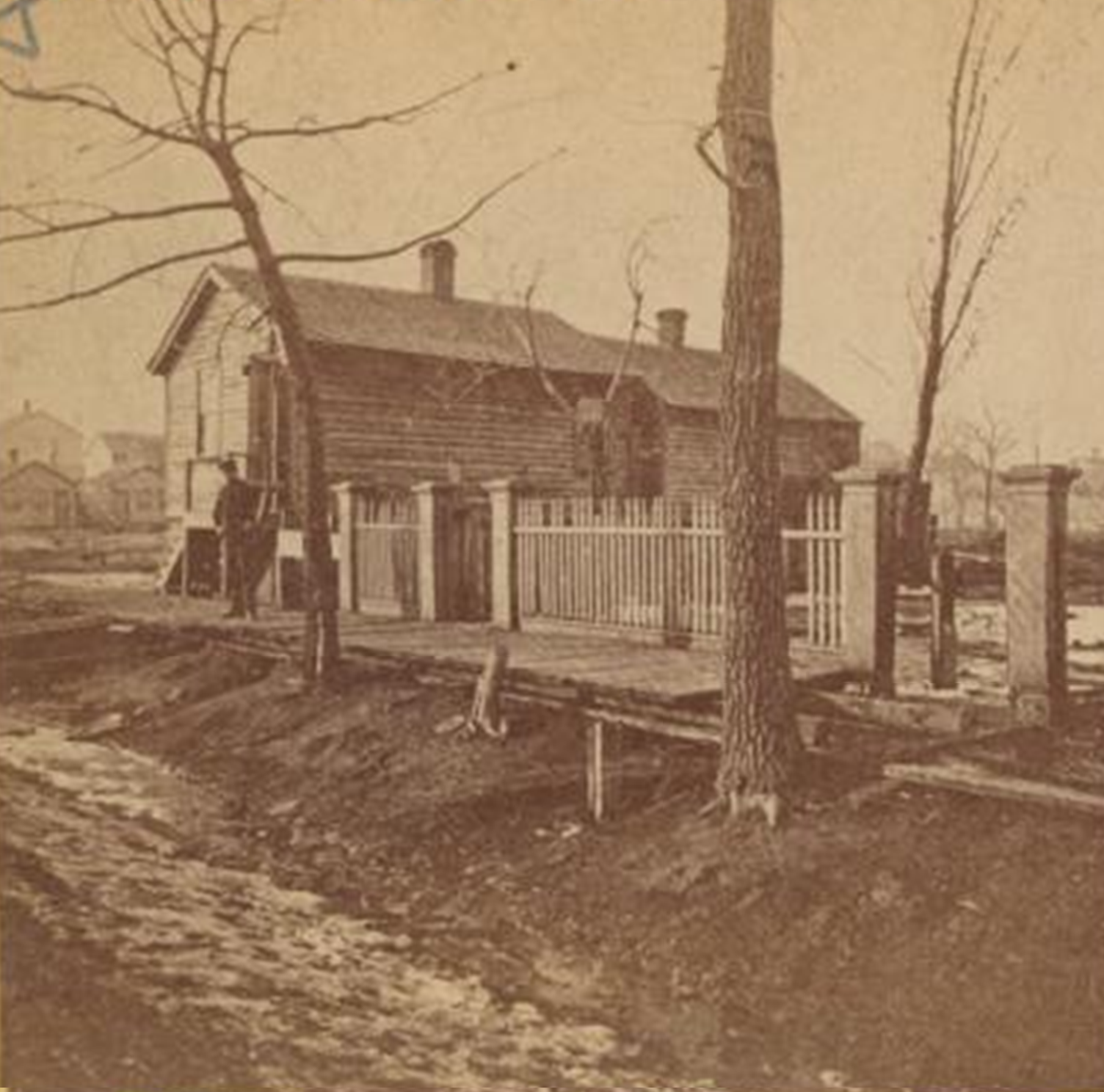
芝加哥大火的起火地點－德克文街137號（現558號）（137 W. DeKoven Street, now 558），Catherine O'Leary 及 Patrick O'Leary 所居的茅屋。 照片由攝影師 A.H. Abbott 所攝。其位於克拉克街北976號（現為2201號）（976 N. Clark Street（now 2201））的工作室亦於大火中被焚毀。

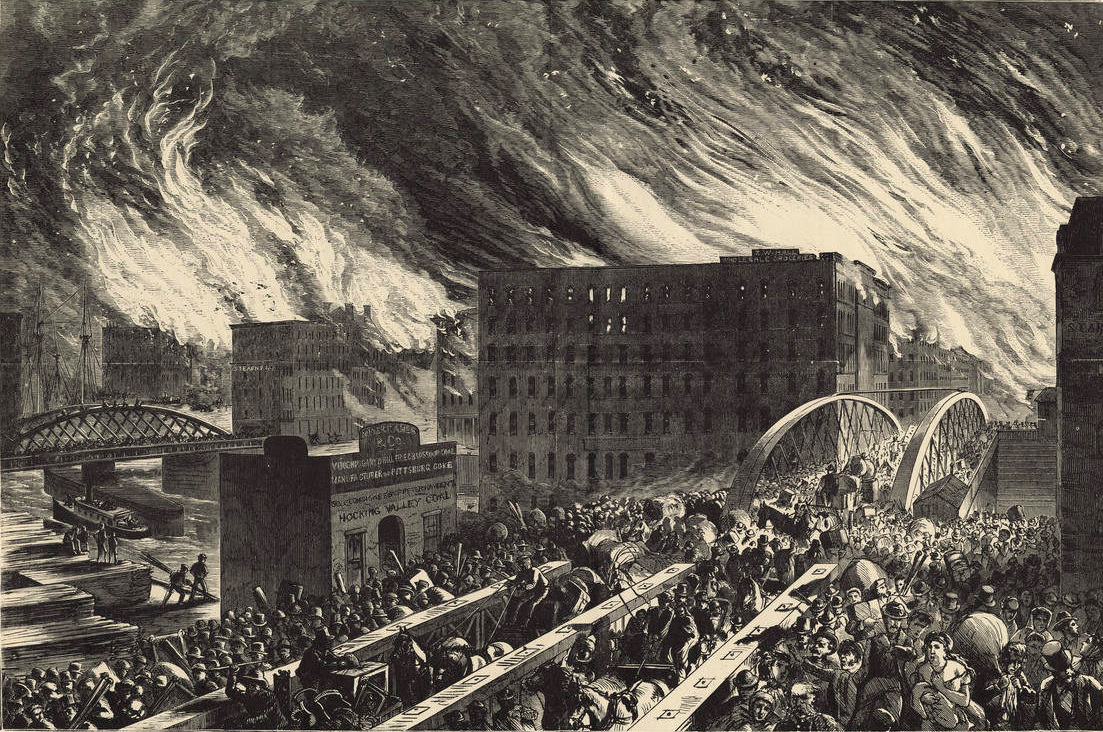
畫家約翰·R·查平所呈現的芝加哥大火，最初刊載於《Harper's Weekly》。畫面的視角面向東北方，穿過倫道夫街大橋。

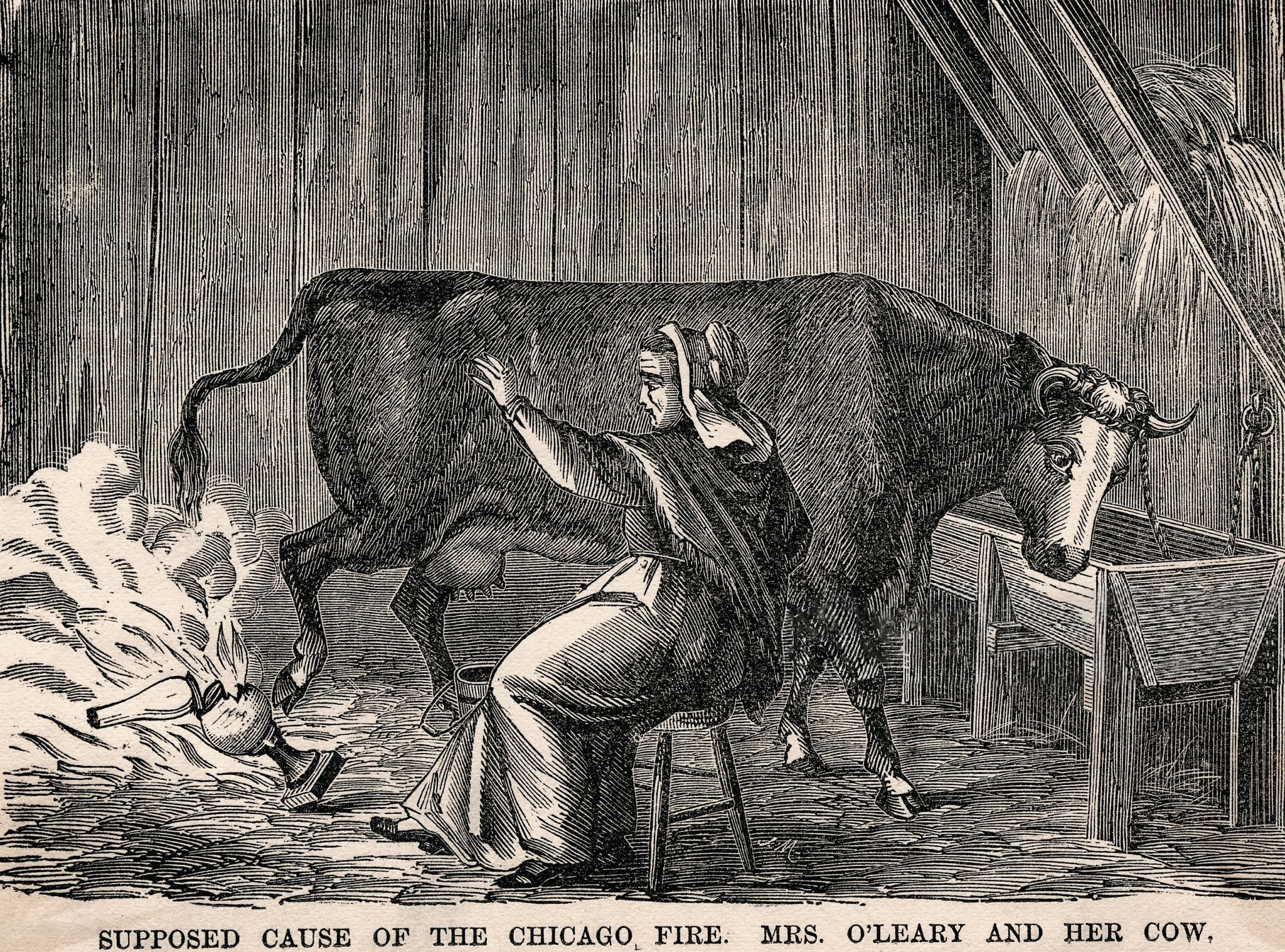
1871年哈珀雜誌（Harper's Magazine）描述 O'Leary 太太與她所飼養的牛隻把燈籠打翻的意會圖

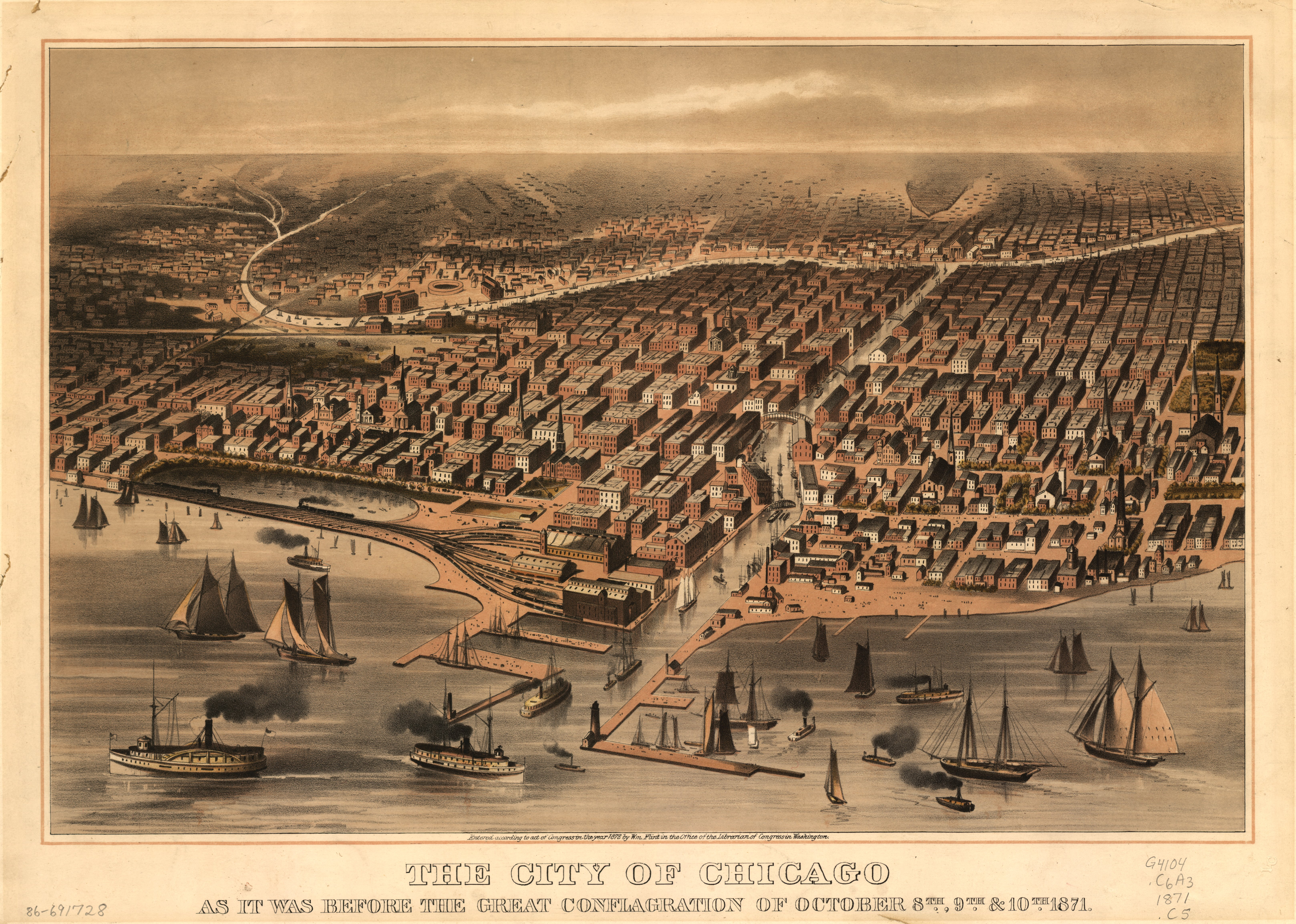
1871年芝加哥大火前的市容。

大火是1871年10月8日星期日21：00时在德克文街137號（137 DeKoven Street）後巷，一個屬於姓氏為 O'Leary 的家庭的粮仓开始燃起的。糧倉旁邊的棚架最先被大火摧毀，但事後調查大火的確實起因已不可考。可是歷年來對起火原因不同的猜測一直眾說紛紜。最為流傳的說法為糧倉的主人 Catherine O'Leary 或 O'Leary 夫人所飼養的牛把一個燈籠打翻了所引起。另外一種說法指火災發生當時有一群男子在糧倉之中進行賭博，並在過程中打翻了燈籠。另外一些傳言則指出大火與同日發生於美國中西部的火災有關。
大火的漫延與當時絕大部份房屋及建築物流行以木材作建築原料有著極大關係。另外芝加哥市內的建築物都採用著19世紀盛行於美國，被稱為「芝加哥建築」的一種木質建築結構—氣球結構（Balloon framing）。超過三分之二的建築物結構完全採用木材製造，而且當時極大部份的房屋及建築物的頂穹皆以高可燃性的焦油或屋頂瓦所覆蓋。市內全部的行人路及大部份的道路同樣皆以木材製成。百上加斤，當年度的七月四日至十月九日期間，芝加哥僅錄得1吋（約2.5厘米）的雨量，導致大火發生前出現極度乾旱的氣候。同時，大火發生時市內刮著強烈的西南風，把燃起的灰燼帶至城市的中心地帶。:144
至1871年，芝加哥消防處（Chicago Fire Department，CFD）僅有185名消防員，並配備17台馬匹拉動的蒸汽機。:146 大火發生時芝加哥消防處作出了迅速反應，但由於一名名叫 Matthias Schaffer 的保安員的錯誤引導，消防員接到警報後錯誤前往了遠離起火地點的地方，錯失把大火撲滅於尚在小規模火警的時機。 :146 保安員所在的法院乃接近起火現場，但其送出的警報並沒有成功地被傳遞。另外，消防隊伍在大火發生前的一星期撲滅了多場小型火災及一場大型火災，因而處於十分疲憊的狀態。以上原因導致一場起始於糧倉的小型火災最終演變成摧毀大城的滔天烈焰。

## 紀念
大火過後，10月9日被美国定为全国防火安全日。

## 改编
芝加哥大火的过程在1937年被改编为电影《芝加哥大火记》。片中女主角艾莉丝费伊（Alice Faye）荣获第十届奥斯卡奖。